# Stazione di Tortoreto Lido
La stazione di Tortoreto Lido è una fermata ferroviaria della ferrovia Adriatica a servizio del comune di Tortoreto.

## Strutture e impianti
Il piazzale ferroviario è dotato dei due binari di corsa, serviti entrambi da una banchina su ogni lato, sulle quali sono state erette due pensiline, raggiungibili dai viaggiatori mediante un sottopassaggio. In passato era presente un fabbricato viaggiatori (a est). Successivamente il fabbricato sul lato est è stato demolito a seguito della costruzione di un sottopassaggio ciclabile e pedonale, in sostituzione di un soppresso passaggio a livello.

## Movimento
La fermata è servita da treni regionali svolti da Trenitalia e Trasporto Unico Abruzzese nell'ambito del contratto di servizio stipulato con la Regione Abruzzo.

## Servizi
La fermata è classificata da RFI nella categoria bronze.